# 1988-as magyar fedett pályás atlétikai bajnokság
Az 1988-as magyar fedett pályás atlétikai bajnokság a 15. bajnokság volt.

## Eredmények

### Férfiak
| Versenyszám      | Arany                             | Arany    | Ezüst                            | Ezüst    | Bronz                            | Bronz    |
| ---------------- | --------------------------------- | -------- | -------------------------------- | -------- | -------------------------------- | -------- |
| 60 m             | James Butler USA                  | 6,58     | Karaffa László Bp. Honvéd        | 6,67     | Antonio Ullo Olaszország         | 6,68     |
| 200 m            | Ivo Rýznar Csehszlovákia          | 21,41    | Fetter György Bp. Spartacus      | 21,46    | Molnár Tamás Nyíregyházi VSSC    | 21,59    |
| 400 m            | Mark Rowe USA                     | 46,72    | Željko Knapić Jugoszlávia        | 46,87    | Menczer Gusztáv Újpesti Dózsa    | 46,96    |
| 800 m            | Slobodan Popović Jugoszlávia      | 1:47,63  | Petru Drăgoescu Románia          | 1:47,91  | Szalai I Tatabányai Bányász      | 1:48,36  |
| 1500 m           | Petru Drăgoescu Románia           | 3:43,87  | Pocsai Tamás Tatabányai Bányász  | 3:44,06  | Marc Borghans Hollandia          | 3:44,25  |
| 3000 m           | Vágó Béla MTK-VM                  | 7:56,62  | Peter Wirz Svájc                 | 7:57,06  | Káldy Zoltán Újpesti Dózsa       | 8:00,35  |
| 60 m gát         | John Ridgeon Nagy-Britannia       | 7,56     | Aleš Höffer Csehszlovákia        | 7,62     | Liviu Giurgian Románia           | 7,63     |
| 5000 m gyaloglás | Urbanik Sándor Tatabányai Bányász | 19:14,81 | Kirszt Károly Komlói Bányász     | 20:14,34 | Andrásfay Endre Postás SE        | 20:35,26 |
| magasugrás       | Sorin Matei Románia               | 236 cm   | Georgi Dakov Bulgária            | 230 cm   | Hrvoje Fižuleto Jugoszlávia      | 225 cm   |
| rúdugrás         | Nikolaj Nikolov Bulgária          | 560 cm   | Bagyula István Csepel SC         | 540 cm   | Molnár Gábor Bp. Honvéd          | 540 cm   |
| távolugrás       | Szalma László Vasas               | 785 cm   | Pálóczi Gyula Tatabányai Bányász | 772 cm   | Stanisław Jaskułka Lengyelország | 767 cm   |
| hármasugrás      | Djordje Kožul Jugoszlávia         | 16,90 m  | Bakosi Béla Nyíregyházi VSSC     | 16,78 m  | Lucian Sfiea Románia             | 16,74    |
| súlylökés        | Karel Šula Csehszlovákia          | 20,05 m  | Remigius Machura Csehszlovákia   | 19,83 m  | Ladányi Zsigmond Szeged SC       | 19,55 m  |

### Nők
| Versenyszám      | Arany                          | Arany    | Ezüst                            | Ezüst    | Bronz                                    | Bronz    |
| ---------------- | ------------------------------ | -------- | -------------------------------- | -------- | ---------------------------------------- | -------- |
| 60 m             | Nelli Cooman Hollandia         | 7,24     | Ewa Kasprzyk Lengyelország       | 7,31     | Valja Demireva Bulgária                  | 7,35     |
| 200 m            | Regula Aebi Svájc              | 23,69    | Marína Szkordí Görögország       | 23,85    | Könye Irma Bp. Honvéd                    | 23,85    |
| 400 m            | Szabó Erzsébet Szeged SC       | 52,57    | Forgács Judit Tatabányai Bányász | 52,68    | Szopori Erika Szeged SC                  | 53,42    |
| 800 m            | Slobodanka Čolović Jugoszlávia | 2:02,67  | Gabriela Sedláková Csehszlovákia | 2:03,30  | Szabó Erzsébet Szeged SC                 | 2:03,42  |
| 1500 m           | Rácz Katalin Újpesti Dózsa     | 4:07,88  | Ágoston Zita Bp. Honvéd          | 4:09,69  | Csordos Rita Haladás VSE                 | 4:15,71  |
| 60 m gát         | Mihaela Pogăcean Románia       | 7,94     | Rita Heggli Svájc                | 8,12     | Jitka Tesárková Csehszlovákia            | 8,33     |
| 3000 m gyaloglás | Dana Vavřačová Csehszlovákia   | 12:53,73 | Victoria Oprea Románia           | 12:58,86 | Ilyés Ildikó Békéscsabai Előre Spartacus | 13:05,50 |
| magasugrás       | Mátay Andrea Újpesti Dózsa     | 184 cm   | Viroszt Beáta Nyíregyházi VSSC   | 184 cm   | Sterk Katalin Tatabányai Bányász         | 184 cm   |
| távolugrás       | Jolanta Bartczak Lengyelország | 666 cm   | Eva Murková Csehszlovákia        | 652 cm   | Marieta Ilcu Románia                     | 638 cm   |
| súlylökés        | Soňa Vašíčková Csehszlovákia   | 19,35 m  | Horváth Viktória Haladás VSE     | 17,98 m  | Małgorzata Wolska Lengyelország          | 17,70 m  |